# Rocky Mountain High
Rocky Mountain High è una canzone country-folk rock, incisa da John Denver nel 1972 e facente parte dell'album omonimo.  Autori del brano sono lo stesso John Denver (testo e musica) e Mike Taylor (musica).
Il brano, dedicato ad una località/montagna del Colorado, è diventato il secondo inno ufficiale di questo stato.
Il singolo, uscito su etichetta RCA Records e prodotto da Milton Okun, raggiunse il 9º posto delle classifiche negli Stati Uniti d'America nel 1973.

## Storia

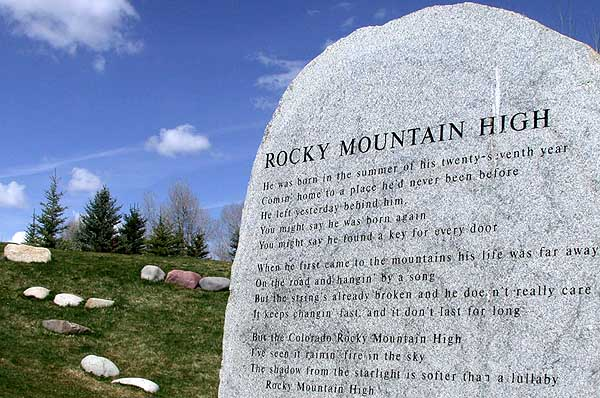
Il memoriale di John Denver ad Aspen, con inciso il testo della canzone Rocky Mountain High

### Composizione
John Denver scrisse il brano nell'agosto del 1972 mentre stava lavorando ad un nuovo album, che doveva inizialmente intitolarsi Mother Nature's Son, come l'omonima canzone dei Beatles che vi incluse.
L'ispirazione arrivò mentre stava osservando la pioggia di stelle cadenti tipica di quel periodo sul Williams Lake, nei pressi di Windstar, in Colorado, dove si era recato assieme alla moglie Annie e ad alcuni amici.
La composizione del brano terminò dopo circa due settimane.  Alla composizione delle musica partecipò il chitarrista della John Denver Band Mike Taylor.

### Secondo "inno" del Colorado
Nel marzo del 2007, a quasi dieci anni dalla tragica morte di John Denver, il brano Rocky Mountain High fu dichiarato il "secondo inno" dello Stato del Colorado.

## Testo
Nel testo, vi sono alcuni chiari riferimenti autobiografici: si parla infatti di un uomo di 27 anni (gli anni che compiva Denver nel 1972)  giunto in un posto che non aveva mai visto prima (e Denver aveva appena preso casa ad Aspen assieme alla moglie, Annie Martell).

## Tracce[3][4]
1. Rocky Mountain High (J. Denver - M. Taylor) 4:39
2. Spring (Dick Kniss) 2:55

## Classifiche
| Paese       | Posizione massima | Nr. di settimane |
| ----------- | ----------------- | ---------------- |
| Stati Uniti | 9                 |                  |

## Il brano nel cinema e nelle fiction
- Il brano è menzionato nel film del 1994, diretto da Peter e Bobby Farrelly e con protagonisti Jim Carrey e Jeff Daniels, Scemo & più scemo (Dumb and Dumber)[6]
- Il brano è stato inserito nel film del 2000, diretto da James Wong, Final Destination, segnatamente nella scena in cui il protagonista (interpretato da Devon Sawa), sentendo la canzone mentre viene diffusa in un bagno dell'aeroporto, e ricordando così la tragica fine di John Denver, avvenuta in un incidente aereo, inizia ad avere delle premonizioni e poi nella scena che precede la morte dell'insegnante nell'esplosione della propria casa[7][8][9][10]